# Sorex arunchi
Sorex arunchi (Мідиця удінська) — колишній вид, а нині парапатрична раса роду мідиця. 

## Таксономія
Можливо, пов'язаний з Sorex antinorii, хоча каріотип не був вивчений, але морфологічні відмінності між обома видами слабкі. Також вважається пов'язаним з Sorex araneus.
Хоча сильні морфометричні відмінності між S. araneus і S. arunchi дозволяють відрізняти цих парапатричних мідиць з великою точністю, S. araneus і S. arunchi демонструють низькі значення генетичної відстані (D = 0,007), а останній — низькі рівні генетичної мінливості. Отже, недавнє генетичне дослідження не підтвердило  видовий статус цього таксона.

## Поширення
Проживає в провінції Удіне на північному сході Італії, і, можливо, сусідній Словенії. Житель низовини і знаходиться в лісових районах.

## Загрози та охорона
Основними загрозами є пестициди та втрати місць проживання (через сільське господарство).